# راسيل ألين
راسيل ألين (بالإنجليزية: Russell Allen)‏ (9 يناير 1954 في المملكة المتحدة - ) هو لاعب كرة قدم بريطاني في مركز الهجوم. لعب مع نادي ترانمير روفرز لكرة القدم ووست بروميتش ألبيون ونادي مانسفيلد تاون وشيكاغو ستينغ ونادي بوسطن يونايتد.